# NGC 1856
NGC 1856是剑鱼座的一个年轻的大质量星团，类似于劍魚座麥哲倫雲中的“蓝色球状星团”。它的估计寿命为8000万年。詹姆士·敦洛普在1826年9月24日使用一个9英寸反射望远镜发现了该天体。